# Johnny Weltz
Johnny Weltz est un ancien coureur cycliste danois, né le 20 mars 1962 à Copenhague. 
Professionnel de 1987 à 1995, il a notamment été vainqueur d'étape du Tour d'Espagne 1988 et du Tour de France 1988 au sommet du Puy de Dôme. Après avoir quitté le peloton, il est devenu directeur sportif des équipes Motorola, US Postal, CSC. En 2006, il a intégré l'encadrement de l'équipe TIAA-CREF, devenue depuis Cannondale-Drapac sous ses différentes appellation jusque fin 2016.
Son frère Kenneth a également été coureur cycliste professionnel de 1990 à 1993.

## Palmarès

### Palmarès amateur
- 1982
  - 2e du championnat du Danemark du contre-la-montre par équipes
- 1985
  -  Médaillé d'argent du championnat du monde sur route amateurs
- 1986
  - Paris-Joigny
  - Paris-Briare
  - Paris-Orléans
  - Souvenir Daniel-Fix
  - Grand Prix de l'Équipe et du CV 19e
  - 2e du championnat du Danemark sur route amateurs

### Palmarès professionnel
- 1987
  - Grand Prix d'ouverture La Marseillaise
  - Grand Prix de Plumelec-Morbihan
  - 9e du Tour d'Irlande
- 1988
  - 14e étape du Tour d'Espagne
  - 19e étape du Tour de France
  - 3e du Tour du Limousin
- 1989
  -  Champion du Danemark sur route
  - Scandinavian Open Road Race
  - 1re étape du Tour du Pays basque
- 1990
  - 2e du Grand Prix de la Libération (avec l'équipe ONCE)
  - 7e du championnat du monde sur route
- 1991
  - 6e étape du Tour des Asturies
  - 2e du Grand Prix de la Libération (avec l'équipe ONCE)
  - 9e de Milan-San Remo
- 1992
  - Clásica de Almería
- 1993
  - 2e étape de Paris-Nice (contre-la-montre par équipes)
  - Trofeo Comunidad Foral de Navarra

## Résultats sur les grands tours

### Tour de France
4 participations
- 1988 : 54e, vainqueur de la 19e étape
- 1990 : abandon (14e étape)
- 1991 : abandon (18e étape)
- 1992 : 102e

### Tour d'Espagne
7 participations
- 1987 : 42e
- 1988 : 53e, vainqueur de la 14e étape
- 1989 : non-partant (1re étape)
- 1990 : 28e
- 1991 : 48e
- 1994 : 51e
- 1995 : 90e

### Tour d'Italie
1 participation
- 1992 : abandon (10e étape)

## Récompenses
- Cycliste danois de l'année en 1985